# Rock Mafia
Rock Mafia är en grupp producenter/låtskrivare, bestående av Tim James, Antonina Armato och Paul Palmer. Gruppen har skrivit och producerat låtar för pop- och rockartister som Miley Cyrus, Selena Gomez, Sick Puppies, med flera.
Sent 2010 släppte gruppen som ett band sången, "The Big Bang."

## Som producenter/låtskrivare
Rock Mafia har hjälpt lansera musikkarriärer åt några av de mest framgångsrika artisterna från början av 2000-talet. Bland artisterna ses Miley Cyrus, Selena Gomez, Aly and AJ, Sick Puppies, The Beach Girl5, etc.
Mellan de tre medlemmarna av Rock Mafia, så har de sålt över 100 miljoner album globalt, och över 10 miljoner album under endast 2007.

## Som ett band
Rock Mafia's debutsång, "The Big Bang" släpptes 2010. I sångens musikvideo medverkar Miley Cyrus och Kevin Zegers. Förutom "The Big Bang" så har gruppen för närvarande ytterligare två demos som finns på deras officiella Myspace-sida: "Fly or Die" och "Pimps and Hos." 
Ett klipp som visar Miley Cyrus spela in "Pimps and Hos", som nu har bytt namn till "Morning Sun," har blivit upplagd online.

## The Big Bangfilm
Rock Mafia har varit i samtal med potentiella skribenter och producenter för att få göra "The Big Bang" musikvideon till en film för vita duken. Armato avslöjade via hennes Twitter att hon hade haft ett möte med Tish Cyrus (Miley Cyrus' mamma) och Jennifer Todd (producent av Alice in Wonderland och Memento).
Dessutom har James sagt i en intervju med Ultimate Radio att "utan Miley, så vet jag inte om det finns en film," vilket antydde Miley's engagemang i det nya projektet.

## Diskografi
Rock Mafia
- "The Big Bang"
- "Morning Sun (Pimps and Hos) [featuring Miley Cyrus]"
- "The Last Thing I'd Ever Do"
- "Fly or Die"
- "WTF"

Miley Cyrus
- "Can't Be Tamed"
- "7 Things"
- "Fly on the Wall"
- "Who Owns My Heart"
- "Liberty Walk"
- "Two More Lonely People"
- "If We Were a Movie" (Miley Cyrus som Hannah Montana)
- "I Got Nerve" (Miley Cyrus som Hannah Montana)
- "Clear"
- "Every Rose Has Its Thorn"
- "Forgiveness and Love"
- "Bigger Than Us" (Miley Cyrus som Hannah Montana)
- "Bottom of the Ocean"
- "East Northumberland High"
- "Good and Broken"
- "Goodbye"
- "It's All Right Here" (Miley Cyrus som Hannah Montana)
- "Let's Dance"
- "Right Here"
- "See You Again"
- "Wake Up America"

Selena Gomez & the Scene
- "Naturally"
- "Off The Chain"
- "Rock God"
- "Summer's Not Hot"
- "Tell Me Something I Don't Know"
- "Tell Me Something I Don't Know (New Version)"
- "Love You Like a Love Song"
- "Outlaw"
- "My Dilemma"

Demi Lovato
- "Me, Myself, and Time"
- "You're My Only Shorty [featuring Iyaz]"

Sick Puppies
- "Riptide"
- "You're Going Down"
- "Odd One"
- "So What I Lied"
- "Master of the Universe"
- "In It For Life"
- "White Balloons"
- "My World"
- "Pitiful"
- "Cancer"
- "What Are You Looking For"
- "All the Same"
- "Too Many Words"
- "Asshole Father"
- "Issues"
- "Anywhere But Here"
- "The Bottom"

The Beach Girl5
- "Changes"
- "Scratch"
- "Rabbit Hole"
- "One More Second Chance"
- "Lay a Little Sunshine"

Aly & AJ
- "Potential Breakup Song"
- "Chemicals React"
- "Shine"
- "Sticks and Stones"

David Archuleta
- "You Can"
- "Your Eyes Don't Lie"

Miranda Cosgrove
- "BAM"

Hope 7
- "Breakthrough"
- "I Want Everything"

Hoku
- "Another Dumb Blonde"
- "I'm Scared"
- "Perfect Day"

Vanessa Hudgens
- "Hook It Up"
- "Don't Leave"
- "Come Back to Me"
- "Vulnerable"

Patrice Rushen
- "Long Time Coming"

Barbra Streisand
- "What Were We Thinking of?"

Zac Efron
- "Bet On It"